# Роберт Сапольскі
Роберт Моріс Сапольскі (нар. 6 квітня 1957, Бруклін) — американський нейроендокринолог, професор біології, нейронауки і нейрохірургії в Стенфордському університеті, науковий співробітник Національних музеїв Кенії, дослідник і автор науково-популярних книг.

## Дитинство і освіта
Роберт Сапольскі народився у Брукліні, Нью-Йорк в сім'ї ортодоксальних юдеїв іммігрантів із Радянського союзу. У дитинстві він читав про горил і уявляв собі життя поруч з цими тваринами. У 12 років писав листи до приматологів і під час навчання у школі Джона Дьюї (англ. John Dewey High School) вивчав приматологію і суахілі самостійно.
У 1978 році Сапольскі отримав ступінь бакалавра фізичної антропології з відзнакою (summa cum laude) у Гардвардському університеті, після чого поїхав до Кенії вивчати соціальну поведінку бабуїнів у дикій природі. Після повернення до США Сапольскі продовжив навчання у Рокфеллерівському університеті, де здобув ступінь кандидата наук із ендокринології у лабораторії Брюса МакІвена (англ. Bruce McEwen).
Після початкового півторарічного польового дослідження в Африці, Сапольскі повертався туди щоліта на 4 місяці впродовж наступних 25 років (від пізніх 70-х до ранніх 90-х), щоб спостерігати за однією і тією ж групою бабуїнів. Він проводив 8-10 годин щодня, документуючи поведінку цих тварин.

## Кар'єра
Сапольські займає посаду професора Стенфордського університету, працюючи у кількох відділах, зокрема біологічних наук, нейрології і нейрологічних наук, і нейрохірургії.
Нейроендокринологічні дослідження Роберта Сапольскі в основному присвячені темам стресу та дегенерації нейронів, він працює над можливими стратегіями застосування генної терапії для захисту вразливих нейронів, зокрема від згубного впливу глюкокортикоїдів. У своїх польових дослідженнях бабуїнів Сапольскі намагався знайти джерела стресу в їхньому оточенні та встановити зв'язок між індивідуальними особливостями і закономірністю розвитку захворювань, пов'язаних зі стресом, у цих тварин. Конкретніше, він вивчає рівень кортизолу в приматів на різних щаблях соціальної ієрархії, щоб визначити рівень стресу.
Робота Сапольскі широко висвітлюється у ЗМІ, найзначнішим прикладом є документальний фільм National Geographic «Stress: Portrait of a Killer», кілька статей у New York Times, Wired, журналі Стенфордського університету де він публікує статті про свої дослідження. Він також написав ряд науково-популярних та одну наукову працю «Психологія стресу» в оригіналі (Why Zebras Don't Get Ulcers), що вважається основною працею науковця.

## Нагороди
Сапольскі отримав численні нагороди за роботу, зокрема стипендію МакАртура у 1987 році, стипендію Фундації Альфреда Слоуна і стипендію Клінгенштайна із нейронауки, був нагороджений як молодий науковець Національним науковим фондом США, Нейронауковим товариством, Товариством біологічної психіатрії та Міжнародним товариством Психонейроендокринології.
У 2007 році він отримав нагороду імені Джона МакГоверна із поведінкової науки від Американської асоціації сприяння розвитку науки. У 2008 році неприбуткова корпорація Wonderfest нагородила Сапольскі Премією Карла Сагана за популяризацію науки.

## Погляди
Сапольскі називає себе атеїстом. Зокрема у промові з нагоди вручення «Emperor Has No Clothes Award» у 2003 році він сказав: «Я ріс у сім'ї ортодоксальних юдеїв, і був щиро релігійним десь до 13 років. У підлітковому віці одною із визначальних дій мого життя був повний відрив від будь-яких релігійних поглядів».

## Вибрані праці

### Книги
- Stress, the Aging Brain, and the Mechanisms of Neuron Death (MIT Press, 1992) ISBN 0-262-19320-5
- Why Zebras Don't Get Ulcers (1994, Holt Paperbacks/Owl 3rd Rep. Ed. 2004) ISBN 0-8050-7369-8
- The Trouble with Testosterone: And Other Essays on the Biology of the Human Predicament (Scribner, 1997) ISBN 0-684-83891-5
- Junk Food Monkeys (Headline Publishing, 1997) ISBN 978-0-7472-7676-0
- A Primate's Memoir (Touchstone Books, 2002) ISBN 0-7432-0247-3
- Monkeyluv : And Other Essays on Our Lives as Animals (Scribner, 2005) ISBN 0-7432-6015-5
- Behave: The Biology of Humans at Our Best and Worst (Penguin Press, May 2017) ISBN 1-5942-0507-8
- Determined: A Science of Life Without Free Will (Penguin Press, 2023) ISBN 978-0-5255-6097-5

### Статті
- Sapolsky, Robert (January 1990). Stress in The Wild (PDF). Scientific American. 262 (1): 106—113. PMID 2294581. Процитовано 28 серпня 2012.
- Sapolsky, Robert; Lewis C. Krey; Bruce S. McEwen (25 вересня 2000). The Neuroendocrinology of Stress and Aging: The Glucocorticoid Cascade Hypothesis. Science of Aging Knowledge Environment. 38: 21.
- Sapolsky, Robert; L. Michael Romero and Allan U. Munck (2000). How Do Glucocorticoids Influence Stress Responses? Integrating Permissive, Suppressive, Stimulatory, and Preparative Actions. Endocrine Reviews. 21 (1): 55—89. doi:10.1210/er.21.1.55. PMID 10696570.
- Sapolsky, Robert (September 2003). Taming stress. Scientific American. Sept. 2003: 87—95.
- Sapolsky, Robert; Rodrigues SM. (2009). Disruption of Fear Memory through Dual-Hormone Gene Therapy. Biol Psychiatry. 65 (5): 441—4. doi:10.1016/j.biopsych.2008.09.003. PMC 2660393. PMID 18973875.
- Sapolsky, Robert; Mitra R. (2009). Effects of enrichment predominate over those of chronic stress on fear-related behavior in male rats. Stress. 12 (4): 305—12. doi:10.1080/10253890802379955. PMID 19051124.
- Sapolsky, Robert; Cheng MY., Sun G., Jin M., Zhao H. and Steinberg GK. (2009). Blocking glucocorticoid and enhancing estrogenic genomic signaling protects against cerebral ischemia. J Cereb Blood Flow Metab. 29 (1): 130—6. doi:10.1038/jcbfm.2008.105. PMID 18797472.

### Курси
- Being Human: Life Lessons from the Frontiers of Science, курс від Teaching Company in 2012.[18]
- Biology and Human Behavior: The Neurological Origins of Individuality, курс від Teaching Company in 2005.[19]
- Stress and Your Body, курс від Teaching Company in 2010.[20]
- Human Behavioral Biology, курс для студентів Стенфордського університету.  2011

## Переклади українською
- Роберт Сапольскі. Чому зебри не страждають на виразку. Пер. з англійської Ольги Любастової. – Київ: Фабула, 2020. – 400 с.
- Роберт Сапольскі. Біологія поведінки. Причини доброго і поганого в нас. Пер. з англ. Олени Любенко. – Київ, Наш Формат, 2021. – 672 с.